# Crăciunul în Germania nazistă

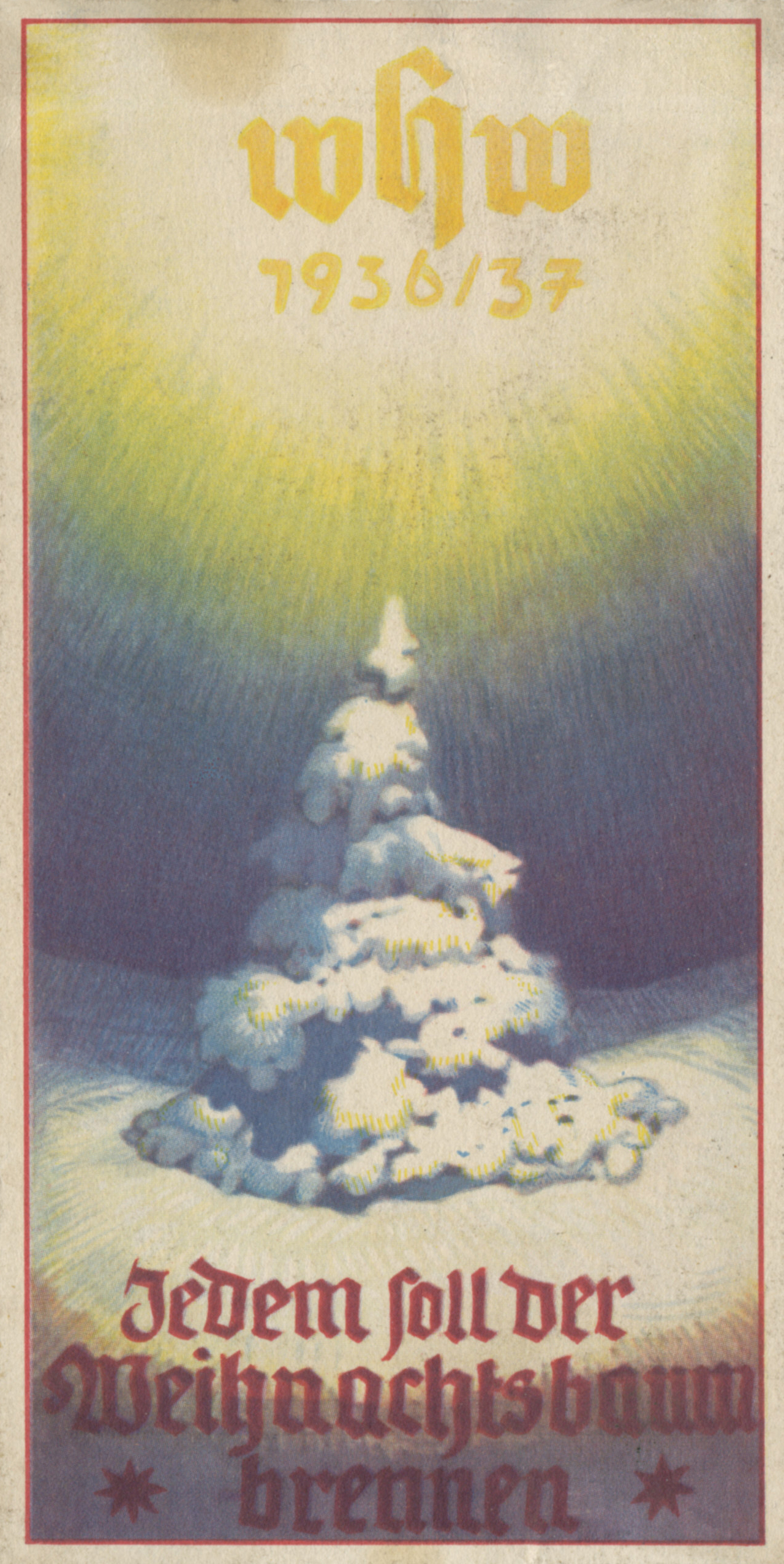

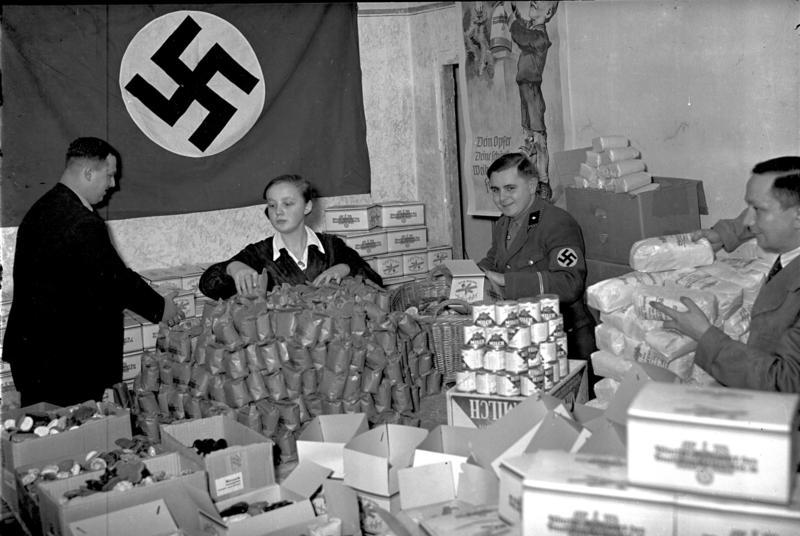
Cadouri de Crăciun pentru cei săraci în 1935

În Germania nazistă s-au făcut încercări de a aduce celebrarea Crăciunului în conformitate cu ideologia nazistă. Originile evreiești ale lui Iisus Hristos și comemorarea nașterii sale ca Mesia al evreilor au reprezentat probleme tulburătoare pentru convingerile rasiale naziste. Între 1933 și 1945 oficialii guvernamentali au încercat să elimine aceste aspecte ale Crăciunului în cadrul sărbătorilor civile și au încercat să se concentreze asupra aspectelor pre-creștine ale sărbătorii. Imnuri și decorațiuni au fost secularizate. Cu toate acestea, celebrările bisericești și cele private au rămas creștine.
Elementele creștine ale sărbătorii Crăciunului au fost suprapuse pe tradiții germanice vechi. Naziștii au susținut că Ajunul Crăciunului nu a avut inițial nimic de-a face cu nașterea lui Iisus Hristos, ci cu sărbătorirea solstițiului de iarnă și „renașterea soarelui”; și că svastica a fost un simbol străvechi al soarelui. De asemenea, naziștii au susținut că Moș Crăciun a fost doar o reinventare creștină a zeului germanic Odin.
Deși cuvântul în germană pentru Crăciun, Weihnachten nu este o trimitere directă la creștinism, naziștii au redenumit sărbătoarea ca Rauhnacht, adică noaptea grea.  Populația a fost îndemnată ca în vârful bradului să pună o stea cu svastică, se mai puneau globuri cu imaginea lui Hitler, cu simboluri SS și alte simboluri războinice. În 1937, Friedrich Rehm scria că este inacceptabil ca în bradul german de Crăciun să fie ceva care să amintească de ieslea din Betleem.

## Legături externe
- FOTO Cum a încercat Hitler să schimbe Crăciunul, 24 decembrie 2013, Alina Vasile, Adevărul
- O petrecere nazistă de Crăciun Arhivat în 23 noiembrie 2013, la Wayback Machine., Life

## Vezi și
- Crăciunul în Germania
- Religia în Germania nazistă
- Tradiții de Crăciun

Format:Germania nazistă